# Bayernkurier
Der Bayernkurier war eine erstmals am 3. Juni 1950 erschienene konservative Zeitung, die von der Christlich-Sozialen Union (CSU) herausgegeben wurde. Thematische Schwerpunkte des Blattes waren Wirtschaft, Politik und Kultur. Obwohl der Bayernkurier als Parteizeitung fungierte, war er keine reine Mitgliederzeitung, sondern frei erhältlich und wurde entsprechend auch über Zeitungskioske vertrieben. Von 1950 bis Ende 2015 erschien er als Wochenblatt, anschließend monatlich. Ende Mai 2019 wurde seine geplante Einstellung bekanntgegeben. Die letzte Ausgabe erschien am 16. November 2019.

## Geschichte
Der Bayernkurier erschien zum ersten Mal am 3. Juni 1950. Der Titel nahm Bezug auf den Bayerischen Kurier, die Parteizeitung der Bayerischen Volkspartei der Weimarer Zeit. Gründungsherausgeber und gleichzeitig erster Chefredakteur war Franz Josef Strauß, Generalsekretär und später Vorsitzender der CSU. Von 1957 bis 1961 kam Hanns Seidel als weiterer Herausgeber hinzu, nach dessen Tod übernahm Strauß 1964 wieder die alleinige Verantwortung. Herausgeber zum Zeitpunkt der Einstellung war Markus Söder als CSU-Parteichef.
Chefredakteure waren von 1952 bis 1965 Hans Drachsler, der gleichzeitig auch Verlagsleiter war, von 1977 bis 2001 Wilfried Scharnagl, von 2001 bis 2008 Peter Schmalz, von 2008 bis 2014 Peter Hausmann, von Februar 2015 bis Mai 2018 der frühere BR-Moderator Marc Sauber. Zum 1. Juni 2018 übergab er die Funktion an seinen bisherigen Stellvertreter Thomas Röll.
Die Redaktion des Blattes befand sich in der Parteizentrale der CSU.

## Blattlinie
Der Bayernkurier berichtete in erster Linie aus CSU-Perspektive über aktuelle Themen und Nachrichten. Obwohl als Parteiblatt konzipiert und gegründet, bemühte sich die Zeitung seit Jahren, das Image eines „Kampfblattes“ loszuwerden, und setzte daher inhaltlich stärker auf Hintergrundberichte und einen weniger aggressiven Schreibstil.

## Erscheinungsweise und Auflage
Die verbreitete Auflage des Bayernkuriers betrug im ersten Quartal 2015, dem Zeitpunkt der letztmaligen Meldung an die IVW, 48.195 Exemplare. Das entspricht einem Rückgang von 102.483 Stück oder 68 Prozent gegenüber 1998. Danach stellte das Blatt die Meldung der Auflagenzahlen an die IVW ein. Im Mai 2015 erschien die letzte Ausgabe des Bayernkuriers als Wochenzeitung. Zu diesem Zeitpunkt lag die Auflage nach Eigenangaben bei 20.000 Druckexemplaren und 30.000 Abonnements der Netzausgabe. Seitdem erschien das Blatt als monatliches Magazin und tagesaktuelles Netzportal. Nach Ende der Druckausgabe in November 2019 wurde zum 31. Dezember desselben Jahres auch die Website eingestellt.
Entwicklung der verkauften Auflage

Jeweils viertes Quartal (Details auf ivw.eu)